# Шливно (Баня-Лука)
Шливно (серб. Шљивно / Šljivno) — село в общине Баня-Лука Республики Сербской Боснии и Герцеговины. В настоящее время село необитаемо.

## География
Село располагается в 25 км к юго-западу от Баня-Луки.

## Население
Село было покинуто после начала строительства военного полигона на горе Маняча.

## История
Первое упоминание о селе относится к 1541 году. Село развивалось медленно, его население насчитывало чуть более тысячи человек к началу 1960-х. Со временем началось строительство военного полигона на горе Маняча, и все жители вынуждены были навсегда покинуть село.

## Культурное наследие
В селе есть только церковь Благовещения Пресвятой Богородицы и старое кладбище: оба являются национальными памятниками культуры Республики Сербской.

## Известные уроженцы
- Витомир Милетич, художник